# Rachael Chadwick
Rachael Chadwick (* 20. August 1990 in Chester) ist eine ehemalige englische Squashspielerin. 

## Karriere
Rachael Chadwick begann ihre professionelle Karriere im Jahr 2016 und erreichte fünf Finals auf der PSA World Tour, darunter drei in ihrem Debütjahr. Ihre höchste Platzierung in der Weltrangliste erreichte sie mit Rang 47 im Oktober 2020. In der Saison 2019/20 stand sie erstmals im Hauptfeld der Weltmeisterschaft. Dort traf sie bereits in der ersten Runde auf die spätere Weltmeisterin Nour El Sherbini, der sie in drei Sätzen unterlag. Ihr letztes Turnier bestritt sie im September 2021.